# Geórgios Vláchos (homme politique)
Pour les articles homonymes, voir Georgios Vlachos.
Geórgios Theodórou Vláchos (grec moderne : Γεώργιος Θεοδώρου Βλάχος), né le 30 juin 1953 à Leucade, est un agronome et homme politique grec.

## Biographie
Il fait ses études à l'université d'agriculture d'Athènes. Il s'engage dans le syndicalisme étudiant, au sein de l'ONNED (en), branche des jeunes de Nouvelle Démocratie (ND), dès sa création en 1974 après la chute de la dictature des colonels. Il est également secrétaire de DAP-NDFK (el), sa branche étudiante, de 1979 à 1982.
Il s'installe à Koropi, dans la plaine de Mésogée, à l'est d'Athènes, et dirige un magasin de produits agricoles. Il est secrétaire de la section locale ND de Koropi de 1987 à 1990 puis chef de secteur pour l'Attique de 1993 à 1997, et membre du comité central de ND à partir de 1997.
Aux élections législatives grecques de 2000, il est élu député au Parlement grec sur la liste de la Nouvelle Démocratie (ND) dans la circonscription de l'Attique, puis réélu sans interruption en 2004, 2007, 2009, mai et juin 2012, janvier et septembre 2015. Il quitte brièvement le groupe parlementaire ND du 12 février 2012 à la fin de la législature, le 11 avril 2012.
Il est secrétaire d'État au développement (Υφυπουργός Ανάπτυξης), chargé des questions du commerce et de la consommation, de septembre 2007 à octobre 2009 dans le Gouvernement Kóstas Karamanlís II, sous la direction de Christos Folias (el) puis Kostis Hadjidakis,,.